# Serrat de Canaledo
El Serrat de Canaledo és una serra situada al municipi de Llavorsí a la comarca del Pallars Sobirà, amb una elevació màxima de 1.926 metres.